# Phosphorsalzperle
Die Phosphorsalzperle wird, wie auch die Boraxperle, als Vorprobe auf einige Metallkationen im Rahmen des Trennungsganges bei der qualitativen Analyse in der Chemie verwendet.
Hierfür wird ein Magnesiastäbchen im Bunsenbrenner erhitzt und in das Phosphorsalz NaNH4HPO4 · 4 H2O (Natriumammoniumhydrogenphosphat) gehalten. Nun wird so lange in der offenen Flamme erhitzt, bis das Phosphorsalz zu einer Perle verschmilzt. Dieser Vorgang wird so lange wiederholt, bis sich eine Perle mit einem Durchmesser von ca. 3–4 mm gebildet hat.
Beim Erhitzen des Phosphorsalzes werden Ammoniak und Wasser ausgetrieben und das Phosphorsalz geht in Meta- beziehungsweise Polyphosphat, (NaPO3)x (x = 3–8), über. Gibt man nun ein Schwermetallsalz zu, bilden sich Schwermetallphosphate, die teilweise charakteristische Färbungen haben. Anhand der Färbung der Perle können Aussagen zu den Inhaltsstoffen der Analyse gemacht werden.

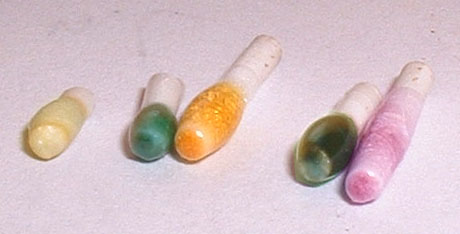
Phosphorsalzperlen – hier von links nach rechts mit Silber- (Ag), Kupfer- (Cu), Nickel- (Ni), Eisen- (Fe) und Mangansalz (Mn)

Die Farben der Phosphorsalzperle entsprechen denen der Boraxperle.
| Kation     | Oxidationsflamme              | Reduktionsflamme              |
| Ag+        |                               | silber-weiß                   |
| Fe2+; Fe3+ | rotbraun                      | grünlich                      |
| Mn2+       | violett                       | farblos                       |
| Co2+       | blau                          | blau                          |
| Ni2+       | gelb                          | grau                          |
| Cr3+       | grün                          | grün                          |
| Al3+       | farblos                       | farblos                       |
| Cu2+       | heiß: gelb, kalt: blau        | heiß: farblos, kalt: rotbraun |
| Ti4+       | heiß: gelblich, kalt: farblos | farblos                       |